# 고베 신문
고베 신문, 또는 코베신문(일본어: 神戸新聞）은 1898년 2월 11일에 창간된 효고현 고베시의 지역 신문이다. 2010년에는 약 560,000개의 일간지와 230,000개의 석간 신문이 발행되었으며, 이는 일본 지역 신문에서 가장 큰 유통량이다. 이 신문은 1898년 2월 11일에 처음 출판되었으며 고베 신문은 다음 날 12일에서 14일까지 3일 동안 중단되었던 것을 제외하고는 출판을 중단한 적이 없다. 다만 한신 대지진 동안 고베 신문은 심각한 피해로 뉴스를 게시 할 수 없었지만 교토 신문의 도움을 받아 계속 게시했으며 출판을 중단하지 않았다. 고베 신문은 또한 고베의 선 TV와 밀접한 관련이 있다.
하나의 도시를 광역적으로 다루는 신문에서 도시 이름 대신 현청 소재지를 제목으로 하는 것은 도도부현 및 현청 소재지의 지명이 같은 경우 등을 제외한다면 2008년에 폐간된 나고야 타임즈의 사례도 존재하고 있다. 제목 문자 "New"는 "Tree"부분에 "Un"과 같은 가로 막대가 하나 더있는 글꼴을 사용하고 있다. (일본 신문 # "New"글꼴 참조) 고베 신문의 모토 ( "우리는 신문인으로서 지역 사회의 발전과 복지 향상에 기여한다")는 매월 1일 오전의 첫 번째 제목으로 출판된다.